# Katharine Bushnell
Katharine Caroline Sophia Bushnell (* 5. Februar 1855 in Peru, LaSalle County, Illinois, USA; † 26. Januar 1946 in USA) war eine US-amerikanische Ärztin, evangelische Missionarin, Lehrerin für die biblischen Altsprachen Hebräisch, Griechisch und Lateinisch, Sozialaktivistin und Frauenförderin.

## Leben und Wirken
Bushnell wuchs im ländlichen Illinois als siebtes von neun Kindern von Mary Fowler und William Bushnell auf. Sie besuchten eine episkopale Kirche, mit 17 Jahren hatte sie ein Bekehrungserlebnis. Sie studierte von 1873 bis 1874 an der Northwestern University in Evanston griechische und lateinische Sprache bei Frances Willard, der damaligen Dekanin des Frauenkollegs. Sie schloss sich ihr später in der Woman’s Christian Temperance Union (WCTU, gegründet 1874) an, um für soziale Gerechtigkeit und Gleichbehandlung von Männern und Frauen einzustehen. Medizin studierte sie dann am Chicago Women’s Medical College (heute: Feinberg School of Medicine an der Northwestern University), wo sie sich auf Nervenerkrankungen spezialisierte.
Bereits 1879 reiste sie als medizinische Missionarin unter dem Woman’s Mission Board der Methodist Episcopal Church nach China. In Shanghai baute sie innert drei Jahren ein Kinderkrankenhaus auf. Im Jahr 1882 kehrte sie mit ihrer an Tuberkulose erkrankten Missionskollegin und Ärztin Frances Gilcrest nach Denver zurück und pflegte sie bis zu ihrem Tod. Dort eröffnete sie auch eine eigene Arztpraxis, bis sie 1885/1886 Leiterin und Botschafterin der westlichen WCTU-Abteilung für soziale Reinheit in Chicago (englisch: National Evangelist of the Social Purity Department of the Women’s Christian Temperance Union) wurde. Sie blieb unverheiratet und widmete ihr Leben dem Wohl der benachteiligten, unterdrückten und misshandelten Frauen. Mit ihrer Freundin Elizabeth Wheeler Andrew (1845–1917) lebte und arbeitete sie 26 Jahre zusammen und gründete die Anchorage Mission in Chicago, ein Frauenhaus, in dem jährlich etwa 5000 obdachlose Frauen betreut wurden. Gleichzeitig schulte sie Ortsgruppen des WCTU und ließ Lesesäle und Unterkünfte einrichten.
1888 sagte sie trotz heftigen Widerständen von Männern vor dem Parlament in Wisconsin aus, dass junge Frauen in Holzfällerlagern zur Prostitution gezwungen worden seien, was sie als weiße Sklaverei bezeichnete. Das führte zu einem Gesetz gegen Prostitution, das salopp Dr. Kate Bushnell Bill genannt wurde. 
1889 ging sie nach England, um Josephine Butler und deren Abteilung für soziale Reinheit in ihrer Aufbauarbeit zu unterstützen. Dabei deckte sie auf, dass der Oberkommandierende der britischen Truppen in Indien, Lord Roberts, für die Einrichtung geordneter Truppenbordelle zuständig war, die Quarantänehäuser (englisch: Lock Houses) genannt wurden und dem Contagious Disease Act (deutsch: Gesetz zur Bekämpfung ansteckender Krankheiten) unterstellt waren. Dabei ging es mehr um das gesundheitliche Wohl der eigenen britischen Soldaten als um die Würde der erzwungenen einheimischen Prostituierten, was auch für die Kolonien Hongkong und China gleichermaßen galt. Da die Führung der WCTU sie nicht mehr voll unterstützten, traten Bushnell, Andrew und Butler 1898 zurück, und die beiden amerikanischen Freundinnen kehrten im Jahr darauf in die USA zurück.
1904 zog Bushnell ins nördliche Kalifornien, wo sie sich in Piedmont bei Oakland niederließ, um dort eine eigene Schule ins Leben zu rufen, was jedoch wegen des Erdbebens von 1906 und anderer Gründen nicht gelang. Trotzdem war sie weiterhin eine sehr begabte Sprach- und Bibellehrerin, die sieben Sprachen fließend beherrschte. 
1908 reiste sie erneut nach England, wo sie weiterstudierte, schrieb und ein Fernstudium für Frauen anbot. Die britische Regierung beauftragte sie mit der Übersetzung der alten lateinischen Bibel ins Englische.
Von 1928 bis 1931 hielt sie sich nochmals in China auf, wo sie aufgrund der Erinnerung der Chinesen gut aufgenommen wurde und in einer Kinderklinik arbeiten konnte. 1931 kehrte sie nach Oakland zurück, wo sie weiter Bibelstudien betrieb, Artikel schrieb und einen regen Briefwechsel führte.
Aufgrund ihrer missionarischen Erfahrungen in China war sie gegen das damals übliche kirchliche Predigtverbot für Frauen eingestellt. Zudem bemerkte sie, dass oft männlich geprägte Bibelübersetzungen die Unterwerfung von Frauen unnötig aufrechterhalten oder gar verstärken würden. Die Arbeit in der WCTU führte sie weiter zur Überzeugung, dass falsche Bibelübersetzungen mehr noch als Alkoholismus Ursache für den Missbrauch an Frauen seien. Ihre Begegnungen mit Prostituierten und Regierungsbeamten zeigten ihr, dass die Bibel zur Rechtfertigung der Misshandlung von Frauen benutzt und missbraucht wurde. Deshalb begann sie, sich dafür einzusetzen, dass Frauen in den biblischen Grundsprachen unterrichtet wurden, damit sie den genauen Wortlaut und die Bedeutungen der Texte kennen lernen würden. 1908 begann sie mit der Schrift God’s Word to Woman (deutsch: Gottes Wort an die Frau). Diese war als Fernbibelstudienkurs aufgebaut, der Frauen durch alle Bibelstellen führen sollte, die oft falsch oder einseitig übersetzt worden waren. Denn sie erhoffte sich, dass ihre Übersetzungen und Erklärungen der Heiligen Schrift die Gleichberechtigung von Mann und Frau bestätigen und die falsche Verwendung der Bibel zur Entwertung der Frau beenden würde. Sie verwendete auch Beispiele aus ihrem Erleben in China und gliederte das Buch in einhundert Lektionen. Dieser Kurs erschien 1923 in Buchform und wurde 1943 von Ray B. Munson erneut aufgelegt. Das gründliche Werk wurde aber weitgehend von den theologischen Gelehrten jeglicher Denomination ignoriert, auch Bushnell selbst geriet nach ihrem Tod 1946 weitgehend in Vergessenheit, aber ihr Buch von 1923 kann trotzdem als ein Erstlingswerk der feministischen Theologie angesehen werden.

## Rezeption
1971, erst fünfzehn Jahre nach Bushnells Tod, konnte Ruth Hoppin mit einem Pastor sprechen, der von Bushnell ausgebildet worden war, und erste biographische Notizen wurden hervorgeholt und festgehalten, was einen Anfang ihrer Wiederentdeckung darstellen sollte.
2020 übersetzte der Deutsche H. Christian Beese das Werk von Bushnell und brachte es unter dem Titel Wach auf, Eva. Erkenne die biblische Wahrheit von Gottes ursprünglicher und unveränderlicher Absicht der vollen Gleichstellung der Frau im Reformatorischen Verlag in Hamburg heraus. Es ist für ihn ein biblisches Plädoyer für eine egalitäre Sicht von Mann und Frau und will die traditionelle, weit verbreitete komplementäre Sichtweise der Subordination der Frau aufbrechen.

## Schriften
- The Woman condemned, 1887.
- Opium and vice. Recent personal investigations, 1889.
- Mit Elizabeth Wheeler Andrew: The Queen’s Daughters in India, Morgan and Scott, London 1898/1899.
- Mit Elizabeth Wheeler Andrew: Heathen Slaves and Christian Rules, Messiah’s Advocate, Oakland 1907.
- Take Warning! 1910.
- Heaven on Earth and How it will Come, Marshall Brothers, London 1914.
- Plain Words to Plain People, 1918.
- God’s Word to Women. 100 Bible Studies on Woman’s Place in The Divine Economy, Women’s Correspondence Bible Class, London 1923 und Ray Munson 1943. Neuauflage unter: God’s Word to Women: One Hundred Bible Studies on Women’s Place in the Church and the Home, Christians for Biblical Equality, Minneapolis, 2003.
  - Wach auf, Eva. Erkenne die biblische Wahrheit von Gottes ursprünglicher und unveränderlicher Absicht der vollen Gleichstellung der Frau, Reformatorischer Verlag RVB, Hamburg und VKW, Bonn 2020, ISBN 978-3-944472-25-6 und ISBN 978-3-86269-206-4.
- A Brief Sketch of her Life and Work, KCB, Hertford, 1930.